# Pauling-Schreibweise
Die Pauling-Schreibweise (nach Linus Carl Pauling), auch bekannt als Zellenschreibweise, Kästchenschreibweise oder Kästchenmodell, ist eine einfache Art, Atomorbitale grafisch aufzulisten.
Üblicherweise wird nur die Nebenquantenzahl der äußeren Schale des Bohrschen Atommodells inklusive der Spinquantenzahl dargestellt. Das Niveau der dargestellten Schale kann abgekürzt in Buchstaben angegeben werden.
Die Darstellung der Orbitale selbst erfolgt im Kästchenmodell durch quadratische Kästchen. Dabei stellen lückenlos aneinandergrenzende Kästchen Orbitale mit gleicher Nebenquantenzahl (also gleicher Energie) dar. Das s-Orbital wird also durch ein Kästchen dargestellt, das p-Orbital durch drei aneinandergrenzende Kästchen, das d-Orbital durch fünf und das f-Orbital durch sieben aneinandergrenzende Kästchen. Üblicherweise entspricht die Höhe der Kästchen über der Abszisse dem Energiegehalt.
Die Besetzung mit Elektronen sowie die Spinquantenzahl werden mit Hilfe von Pfeilen dargestellt. Dabei bedeutet ein Pfeil in einem Kästchen, dass dieses Orbital mit einem Elektron besetzt ist. Pfeile nach oben bedeuten Elektronen mit parallelem Spin, Pfeile nach unten kennzeichnen Elektronen mit antiparallelem Spin. Nach der Hund’schen Regel sind zunächst alle Orbitale (Kästchen) derselben Nebenquantenzahl, d. h. im selben Energieniveau, einfach zu besetzen. Danach erfolgt die Doppeltbesetzung mit dem Elektron mit antiparallelem Spin.